# Dongguan Sports Center Stadium
Das Dongguan Sports Center Stadium ist ein Fußballstadion mit Leichtathletikanlage in der chinesischen Stadt Dongguan (chinesisch 東莞市 / 东莞市). Das Stadion hat ein Fassungsvermögen von 22.000 Personen. Es ist die Heimspielstätte des Zweitligisten Dongguan United FC (chinesisch 东莞莞联足球俱乐部).